# Dallas Municipal Building
Le Dallas Municipal Building est l'ancien hôtel de ville de la ville de Dallas, aux Texas, aux États-Unis.
Il a remplacé dans sa fonction par l'hôtel de ville de Dallas (Dallas City Hall) en 1978, année où il devient un Recorded Texas Historic Landmark.
Après l'assassinat de John F. Kennedy, Lee Harvey Oswald est arrêté et emprisonné dans le bâtiment. Deux jours plus tard, il y est abattu par Jack Ruby.